# Liste des présidents de la République espagnole
Cet article dresse la liste des présidents de la République espagnole de 1931 à 1939, date de la fin de la Seconde République. Elle nomme également les personnes exerçant la fonction de chef d'État de l'Espagne sous la Première République de 1873 à 1874.

## Liste

### Première République
Sous la Première République, le chef d'État porte le titre de Chef de l'exécutif.
| Portrait | Nom                                       | Début du mandat  | Fin du mandat    | Appartenance politique                         |
| -------- | ----------------------------------------- | ---------------- | ---------------- | ---------------------------------------------- |
|          | Estanislao Figueras y Moragas (1819-1882) | 12 février 1873  | 11 juin 1873     | Parti républicain démocratique fédéral         |
|          | Francisco Pi i Margall (1824-1901)        | 11 juin 1873     | 18 juillet 1873  | Parti républicain démocratique fédéral         |
|          | Nicolás Salmerón (1838-1908)              | 18 juillet 1873  | 7 septembre 1873 | Parti progressiste                             |
|          | Emilio Castelar y Ripoll (1832-1899)      | 7 septembre 1873 | 3 janvier 1874   | Parti républicain possibiliste                 |
|          | Francisco Serrano (1810-1885)             | 3 janvier 1874   | 29 décembre 1874 | Militaire (Ancien régent du royaume d'Espagne) |

### Seconde République
| No | Portrait | Nom                              | Début du mandat  | Fin du mandat | Appartenance politique       | Notes |
| --- | -------- | -------------------------------- | ---------------- | ------------- | ---------------------------- | --- |
| 1 |          | Niceto Alcalá-Zamora (1877-1949) | 11 décembre 1931 | 7 avril 1936  | Droite libérale républicaine | Ancien ministre d'Alphonse XIII, cet avocat libéral se rallie au républicanisme sous la dictature de Primo de Rivera. Emprisonné après le soulèvement de Jaca en décembre 1930, c'est lui qui exige le départ d'Alphonse XIII « avant le coucher du soleil » le 14 avril 1931, deux jours après les élections municipales qui précèdent la proclamation de la République. Premier président du Conseil des ministres de la République, il s'oppose à Manuel Azaña qui prône une politique très anticléricale et antimilitariste. Catholique mais élu président d'une république laïque, Alcalá-Zamora ne peut que constater la montée du radicalisme au sein de la gauche espagnole. Il est destitué par le Parlement en avril 1936, celui-ci étant dominé par les partisans d'Azaña et du Front populaire. Il se trouve en Scandinavie lorsque la Guerre d'Espagne éclate et refuse de rentrer au pays. Il meurt en exil à Buenos Aires en 1949. Son corps fut rapatrié en Espagne en 1979, et repose au cimetière de l'Almudena de Madrid. |
| Conformément à l'article 74 de la Constitution de 1931, Diego Martínez Barrio exerce l'intérim en tant que président du Congrès. |          |                                  |                  |               |                              | |
| 2 |          | Manuel Azaña (1880-1940)         | 11 mai 1936      | 3 mars 1939   | Gauche républicaine          | Journaliste républicain, Azaña est l'une des figures du républicanisme sous la dictature de Primo de Rivera. Il fait partie des personnes annonçant la proclamation de la République depuis le balcon du ministère de l'Intérieur à Madrid le 14 avril 1931. Président du Conseil des ministres ministre de la Guerre sous la présidence d'Alcalá-Zamora, il met en place une politique très anticléricale et antimilitariste. Il se met à dos une bonne partie des catholiques ainsi que les cadres de l'armée, ce qui fut l'une des causes du déclenchement de la Guerre d'Espagne. Il ne fut pas non plus aidé par le Massacre de Casas Viejas qui se déroule durant son ministère. Après la victoire du Front populaire lors des élections générales de 1936, il est élu président par le Parlement. Cependant, la Guerre d'Espagne se déclenche à peine deux mois après son arrivée au pouvoir. Rapidement, les nationalistes gagnent du terrain en jouant la conquête progressive en jouant sur l'encerclement des grandes villes. Il part en exil pour la France dès le 5 février 1939 et démissionne de ses fonctions le 3 mars suivant, alors que le régime est à l'agonie face à l'avancée des nationalistes. Il meurt à Montauban en 1940 dans la Zone libre. |